# Casa Josep Sunyol
La Casa Josep Sunyol és un edifici de la Ronda del Carril de la Garriga (Vallès Oriental) que forma part de l'Inventari del Patrimoni Arquitectònic de Catalunya. Màxim exponent de l'arquitectura historicista pel volum i la riquesa de materials tant a les parets exteriors com a les interiors.

## Descripció
Edifici aïllat de planta rectangular. Consta de planta baixa i pis. Hi ha dos cossos, l'un destinat a galeria tancada i l'altre a capella. A la cantonada SE hi ha adossada una torre circular coronada per una coberta en punxa. L'edifici queda remat per una passada cornisa denticulada i segueix al llarg del ràfec de coberta, torre i capçal. Les façanes estan estucades amb sortints de carreus. Les obertures estan encerclades amb elements florals en les llindes.